# Delias acalis
Delias acalis is een vlindersoort uit de familie van de Pieridae (witjes), onderfamilie Pierinae.
Delias acalis werd in 1819 beschreven door Godart.